# Gregory P. Wilson
Gregory Philip Wilson Mantilla (* 16. Februar 1973), auch als Gregory Philip Wilson oder Greg Wilson Mantilla zitiert, ist ein US-amerikanischer Paläomammaloge, Paläobiologe und Museumskurator.

## Leben
Wilson wuchs in Kalamazoo, Michigan, auf, wo er Laubfrösche und Schmetterlinge sammelte. Wegen seiner kolumbianischen Mutter verbrachte er einen Teil seiner Kindheit auf der kolumbianischen Insel San Andrés im Karibischen Meer, wo sein Großvater eine große Farm hatte. Sein älterer Bruder Jeffrey A. Wilson (* 1969) ist Paläontologe an der University of Michigan.
1991 schrieb er sich an der Stanford University ein, wo er 1995 seinen Bachelor-Abschluss in Humanbiologie erwarb. Ab 1998 folgte sein Doktoratsstudium an der University of California, Berkeley, wo er im Oktober 2004 mit der Dissertation A Quantitative Analysis of Mammalian Change Across the Cretaceous-Tertiary Boundary in Montana unter der Leitung von William A. Clemens zum Ph.D. in Integrativer Biologie promoviert wurde. 2005 forschte er mit einem Postdoc-Stipendium der National Science Foundation an der Universität Helsinki. 
Von 2005 bis 2007 war er Kurator für Wirbeltierpaläontologie an der Abteilung für Geowissenschaften im Denver Museum of Nature & Science. Seit 2007 ist er dort wissenschaftlicher Mitarbeiter. Im selben Jahr kam er an die Fakultät der University of Washington in Seattle, wo er Assistenzprofessor im Fachbereich Biologie, 2008 außerordentlicher Kurator für Wirbeltierpaläontologie im Burke Museum und 2010 außerordentlicher Professor im Fachbereich für Erd- und Weltraumwissenschaften wurde. 2012 wurde er wissenschaftlicher Mitarbeiter am University of California Museum of Paleontology. Gegenwärtig ist er Direktor der DIG Field School und stellvertretender Direktor für Forschung und Sammlungen und Kurator für Wirbeltierpaläontologie am Burke Museum.
Wilsons Arbeit konzentriert sich auf die Evolution und Ökologie früher Säugetiere im Zusammenhang mit bedeutenden Ereignissen der Erdgeschichte durch Feldforschung, Systematik und quantitative Funktionsanalyse moderner und ausgestorbener Arten. Seine Forschungsprojekte gliedern sich dabei in folgende Themenbereiche:
1. Veränderungen bei Säugetieren an der Kreide-Paläogen-Grenze, wobei die Muster und Prozesse von Massenaussterben und die darauf folgenden biotischen Regenerationen untersucht werden.
2. Zahnform und Ernährung von Säugetieren, wobei vor allem die CT-Scantechnologie eingesetzt wird, um 3D-Formdaten mit einzubeziehen.
3. Biogeographie der Säugetiere der Kreidezeit. Hierzu führte er Feldprojekte und Kooperationen in den Kreideablagerungen von wenig erforschten geografischen Regionen wie Indien, Baja California und Afrika durch.
Wilsons Artikel wurden in Fachzeitschriften wie Nature, Science, Geological Society of America Special Papers, Paleobiology, Journal of Vertebrate Paleontology und Scientific Reports veröffentlicht. Über seine Forschungsarbeit in der Hell-Creek-Formation berichtete er online in der Huffpost sowie in den Nature Podcasts und in Science Daily. Seine Forschung wurde von einer Reihe von Organisationen finanziert, darunter von der National Geographic Society, National Science Foundation, dem USDA Forest Service, der American Philosophical Society und der Paleontological Society.
2016 wirkte Wilson in der Folge L’aube des mammifères (deutsch: Erben der Dinosaurier) der dreiteiligen Dokumentationsreihe Les Mondes Perdus (deutsch: Verborgene Welten) mit.